# 프랑스 콜베트함 데키우스 (1795)
데키우스는 1795년 브레스트에서 출시된 코르벳 함이었다. 원래 두세레우스 (Doucereuse)라는 이름이 붙었던 그녀는 1795년에 데키우스로 이름이 바뀌었다. 영국 해군은 1796년 11월 그녀를 파괴했다.

## 커리어
데키우스는 1796년 루이즈-안드레 세네즈 중위에 의해 세인트마틴역에 배정되었다. 11월 27일, 그녀는 건브릿지 바일란테와 3대의 스쿠너와 함께 프랑스의 앵귈라 침공에 참전했다. 습격에서 프랑스군은 21척의 배를 포획하고 900명의 포로를 잡았다. 과들루프로 돌아온 프랑스 소함대는 R. 바튼 선장 휘하의 프리깃 HMS Lapwing을 만났다. 데키우스 (Decius)는 더 약한 선박의 후퇴를 보호하기 위해 랩윙과 교전했고, 항복하기 전까지 2시간 동안 싸웠다.
랩윙은 바일란테를 파괴하고 데키우스를 점령했다. 바튼은 데키우스 안에서 약 80명의 남자가 죽고 40명이 부상당한 것을 발견했다. 그는 170 명을 포로로 잡았다. 다음날 두 프랑스 프리깃, 테티스와 펜세는  랩윙을 쫓았다. 바튼은 죄수들을 랩윙에 태우고 데키우스에 불을 지폈다. 랩윙은 세인트 키츠로 돌아갔다.